# هاتون كروس (محطة مترو أنفاق لندن)
هاتون كروس (بالإنجليزية: Hatton Cross)‏ هي إحدى محطات مترو أنفاق لندن. تقع على خط بيكاديلي أفتتحت في المنطقة (Zone) رقم 5 و6 أفتتحت في 19 يوليو 1975. 